# Etapa Departamental de Puno 2015
La Etapa Departamental de Puno 2015 o Liga Departamental de Puno 2015 será la edición número 49 de la competición futbolística Puneña. 
El torneo otorga al cuadro campeón y subcampeón cupos para Copa Perú en su Etapa Nacional - Primera Fase. 

## Participantes
Los participantes son el campeón y subcampeón de las trece Provincias de Puno, además de Alfonso Ugarte descendido de Segunda División del Perú.
| Provincia             | Club                      | Condición                            | Estadio                        |
| --------------------- | ------------------------- | ------------------------------------ | ------------------------------ |
| Azángaro              | Atlético San Fernando     | Campeón Provincial                   | César Raúl (Azángaro)          |
| Azángaro              | Deportivo Santos          | Subcampeón Provincial                | César Raúl (Azángaro)          |
| Carabaya              | Municipal de Macusani     | Campeón Provincial                   | Municipal de Macusani          |
| Carabaya              | José Macedo Mendoza       | Subcampeón Provincial                | Municipal de Macusani          |
| Chucuito              | Deportivo Binacional      | Campeón Provincial                   | Municipal de Juli              |
| Chucuito              | Pedro Ruiz Gallo          | Subcampeón Provincial                | Municipal de Juli              |
| El Collao             | San Sebatián              | Campeón Provincial                   | CD Municipal de Ilave          |
| El Collao             | Melgar Suyo               | Subcampeón Provincial                | CD Municipal de Ilave          |
| Huancané              | Defensor Huancané         | Campeón Provincial                   | Municipal de Huancané          |
| Huancané              | Defensor Tuni Grande      | Subcampeón Provincial                | Municipal de Huancané          |
| Lampa                 | Leal Villa                | Campeón Provincial                   | Fernando Romero (Lampa)        |
| Lampa                 | Municipal (Lampa)         | Subcampeón Provincial                | Fernando Romero (Lampa)        |
| Melgar                | FBC Municipal de Orurillo | Campeón Provincial                   | Centenario de Ayaviri          |
| Melgar                | Municipal Santa Rosa      | Subcampeón Provincial                | Centenario de Ayaviri          |
| Moho                  | Municipal (Moho)          | Campeón Provincial                   | Benigno Olazábal (Moho)        |
| Moho                  | Municipal Huayrapata      | Subcampeón Provincial                | Municipal de Huayrapata        |
| Puno                  | Deportivo Universitario   | Campeón Provincial                   | Torres Belón                   |
| Puno                  | Policial Santa Rosa       | Subcampeón Provincial                | Torres Belón                   |
| Puno                  | Alfonso Ugarte            | Descendido Segunda División del Perú | Torres Belón                   |
| San Antonio de Putina | U. Fuerza Minera          | Campeón Provincial                   | Municipal Santa María (Putina) |
| San Antonio de Putina | Deportivo Ananea          | Subcampeón Provincial                | Municipal de Ananea            |
| San Román             | Diablos Rojos             | Campeón Provincial                   | Guillermo Briceño              |
| San Román             | Adevil                    | Subcampeón Provincial                | Guillermo Briceño              |
| Sandia                | Municipal (Sandia)        | Campeón Provincial                   | Municipal de Sandia            |
| Sandia                | Peñón de Oro              | Subcampeón Provincial                | Municipal de Yanahuaya         |
| Yunguyo               | Independiente Kasani      | Campeón Provincial                   | José Carlos (Yunguyo)          |
| Yunguyo               | Alianza Porvenir          | Subcampeón Provincial                | José Carlos (Yunguyo)          |

## Primera Fase
Siete grupos, seis de cuatro (04) equipos y uno de tres (03) equipos se juega a dos ruedas (ida y vuelta) clasificando el primero y segundo de cada grupo totalizando catorce (14) clasificados, en caso de haber empate en puntaje en algún puesto de clasificación se juega un partido extra.
Partidos Extra
| Deportivo Binacional | 1 - 2 | Deportivo Universitario | Guillermo Briceño | San Román | 31 de julio | 14:30 |

| Adevil | 7 - 1 | Leal Villa | Torres Belón | Puno | 31 de julio | 15:00 |

## Segunda Fase
Llaves de eliminación directa sobre la base de dos partidos (ida y vuelta), el equipo clasificado de la Llave GI - GII clasifica directamente a Semifinales Departamental. Se valida la regla del gol de visitante.

### Clasificados
Los primeros y segundos de cada grupo.
| Provincia             | Club                    | Grupo | Posición | Estadio                        |
| --------------------- | ----------------------- | ----- | -------- | ------------------------------ |
| Puno                  | Deportivo Universitario | A     | I        | Enrique Torres Belón           |
| Chucuito              | Deportivo Binacional    | A     | II       | Municipal de Juli              |
| Puno                  | Policial Santa Rosa     | B     | I        | Enrique Torres Belón           |
| El Collao             | San Sebastián           | B     | II       | CD Municipal de Ilave          |
| San Antonio de Putina | U. Fuerza Minera        | C     | I        | Municipal Santa María (Putina) |
| Moho                  | Municipal Huayrapata    | C     | II       | Guillermo Briceño              |
| Huancané              | Defensor Huancané       | D     | I        | Municipal de Huancané          |
| San Antonio de Putina | Deportivo Ananea        | D     | II       | Municipal de Ananea            |
| Melgar                | Municipal Santa Rosa    | E     | I        | Centenario de Ayaviri          |
| Carabaya              | Municipal de Macusani   | E     | II       | Municipal de Macusani          |
| Carabaya              | José Macedo Mendoza     | F     | I        | Municipal de Macusani          |
| Melgar                | FBC Municipal Orurillo  | F     | II       | Centenario de Ayaviri          |
| Puno                  | Alfonso Ugarte          | G     | I        | Enrique Torres Belón           |
| San Román             | Adevil                  | G     | II       | Guillermo Briceño              |

### Séptimos de Final
| Deportivo Universitario - San Sebastián | Deportivo Universitario - San Sebastián | Deportivo Universitario - San Sebastián | Deportivo Universitario - San Sebastián | Deportivo Universitario - San Sebastián | Deportivo Universitario - San Sebastián | Deportivo Universitario - San Sebastián | Deportivo Universitario - San Sebastián | Deportivo Universitario - San Sebastián | Deportivo Universitario - San Sebastián | Deportivo Universitario - San Sebastián | Deportivo Universitario - San Sebastián |     |     |     |     |     |     |     |     |     |     |     |     |     |     |     |     |     |     |     |     |     |     |     |     |     |     |     |     |
| Local                                   | Resultado                               | Visitante                               | Estadio                                 | Provincia                               | Fecha                                   | Hora                                    |                                         |                                         |                                         |                                         |                                         |     |     |     |     |     |     |     |     |     |     |     |     |     |     |     |     |     |     |     |     |     |     |     |     |     |     |     |     |
| Ida                                     | Ida                                     | Ida                                     | Ida                                     | Ida                                     | Ida                                     | Ida                                     | Ida                                     | Ida                                     | Ida                                     | Ida                                     | Ida                                     | Ida | Ida | Ida | Ida | Ida | Ida | Ida | Ida | Ida | Ida | Ida | Ida | Ida | Ida | Ida | Ida | Ida | Ida | Ida | Ida | Ida | Ida | Ida | Ida | Ida | Ida | Ida | Ida |
| --------------------------------------- | --------------------------------------- | --------------------------------------- | --------------------------------------- | --------------------------------------- | --------------------------------------- | --------------------------------------- | --------------------------------------- | --------------------------------------- | --------------------------------------- | --------------------------------------- | --------------------------------------- | --- | --- | --- | --- | --- | --- | --- | --- | --- | --- | --- | --- | --- | --- | --- | --- | --- | --- | --- | --- | --- | --- | --- | --- | --- | --- | --- | --- |
| San Sebastián                           | 1 - 3                                   | Deportivo Universitario                 | CD Municipal de Ilave                   | El Collao                               | 2 de agosto                             | 15:00                                   |                                         |                                         |                                         |                                         |                                         |     |     |     |     |     |     |     |     |     |     |     |     |     |     |     |     |     |     |     |     |     |     |     |     |     |     |     |     |
| Vuelta                                  |                                         |                                         |                                         |                                         |                                         |                                         |                                         |                                         |                                         |                                         |                                         |     |     |     |     |     |     |     |     |     |     |     |     |     |     |     |     |     |     |     |     |     |     |     |     |     |     |     |     |
| Deportivo Universitario                 | 0 - 0                                   | San Sebastián                           | Torres Belón                            | Puno                                    | 5 de agosto                             | 14:30                                   |                                         |                                         |                                         |                                         |                                         |     |     |     |     |     |     |     |     |     |     |     |     |     |     |     |     |     |     |     |     |     |     |     |     |     |     |     |     |
| Clasifica: Deportivo Universitario      |                                         |                                         |                                         |                                         |                                         |                                         |                                         |                                         |                                         |                                         |                                         |     |     |     |     |     |     |     |     |     |     |     |     |     |     |     |     |     |     |     |     |     |     |     |     |     |     |     |     |

| Policial Santa Rosa - Deportivo Binacional | Policial Santa Rosa - Deportivo Binacional | Policial Santa Rosa - Deportivo Binacional | Policial Santa Rosa - Deportivo Binacional | Policial Santa Rosa - Deportivo Binacional | Policial Santa Rosa - Deportivo Binacional | Policial Santa Rosa - Deportivo Binacional | Policial Santa Rosa - Deportivo Binacional | Policial Santa Rosa - Deportivo Binacional | Policial Santa Rosa - Deportivo Binacional | Policial Santa Rosa - Deportivo Binacional | Policial Santa Rosa - Deportivo Binacional |     |     |     |     |     |     |     |     |     |     |     |     |     |     |     |     |     |     |     |     |     |     |     |     |     |     |     |     |
| Local                                      | Resultado                                  | Visitante                                  | Estadio                                    | Provincia                                  | Fecha                                      | Hora                                       |                                            |                                            |                                            |                                            |                                            |     |     |     |     |     |     |     |     |     |     |     |     |     |     |     |     |     |     |     |     |     |     |     |     |     |     |     |     |
| Ida                                        | Ida                                        | Ida                                        | Ida                                        | Ida                                        | Ida                                        | Ida                                        | Ida                                        | Ida                                        | Ida                                        | Ida                                        | Ida                                        | Ida | Ida | Ida | Ida | Ida | Ida | Ida | Ida | Ida | Ida | Ida | Ida | Ida | Ida | Ida | Ida | Ida | Ida | Ida | Ida | Ida | Ida | Ida | Ida | Ida | Ida | Ida | Ida |
| ------------------------------------------ | ------------------------------------------ | ------------------------------------------ | ------------------------------------------ | ------------------------------------------ | ------------------------------------------ | ------------------------------------------ | ------------------------------------------ | ------------------------------------------ | ------------------------------------------ | ------------------------------------------ | ------------------------------------------ | --- | --- | --- | --- | --- | --- | --- | --- | --- | --- | --- | --- | --- | --- | --- | --- | --- | --- | --- | --- | --- | --- | --- | --- | --- | --- | --- | --- |
| Deportivo Binacional                       | 0 - 0                                      | Policial Santa Rosa                        | Municipal de Juli                          | Chucuito                                   | 2 de agosto                                | 15:00                                      |                                            |                                            |                                            |                                            |                                            |     |     |     |     |     |     |     |     |     |     |     |     |     |     |     |     |     |     |     |     |     |     |     |     |     |     |     |     |
| Vuelta                                     |                                            |                                            |                                            |                                            |                                            |                                            |                                            |                                            |                                            |                                            |                                            |     |     |     |     |     |     |     |     |     |     |     |     |     |     |     |     |     |     |     |     |     |     |     |     |     |     |     |     |
| Policial Santa Rosa                        | 2 - 1                                      | Deportivo Binacional                       | Torres Belón                               | Puno                                       | 6 de agosto                                | 14:30                                      |                                            |                                            |                                            |                                            |                                            |     |     |     |     |     |     |     |     |     |     |     |     |     |     |     |     |     |     |     |     |     |     |     |     |     |     |     |     |
| Clasifica: Policial Santa Rosa             |                                            |                                            |                                            |                                            |                                            |                                            |                                            |                                            |                                            |                                            |                                            |     |     |     |     |     |     |     |     |     |     |     |     |     |     |     |     |     |     |     |     |     |     |     |     |     |     |     |     |

| U. Fuerza Minera - Deportivo Ananea | U. Fuerza Minera - Deportivo Ananea | U. Fuerza Minera - Deportivo Ananea | U. Fuerza Minera - Deportivo Ananea | U. Fuerza Minera - Deportivo Ananea | U. Fuerza Minera - Deportivo Ananea | U. Fuerza Minera - Deportivo Ananea | U. Fuerza Minera - Deportivo Ananea | U. Fuerza Minera - Deportivo Ananea | U. Fuerza Minera - Deportivo Ananea | U. Fuerza Minera - Deportivo Ananea | U. Fuerza Minera - Deportivo Ananea |     |     |     |     |     |     |     |     |     |     |     |     |     |     |     |     |     |     |     |     |     |     |     |     |     |     |     |     |
| Local                               | Resultado                           | Visitante                           | Estadio                             | Provincia                           | Fecha                               | Hora                                |                                     |                                     |                                     |                                     |                                     |     |     |     |     |     |     |     |     |     |     |     |     |     |     |     |     |     |     |     |     |     |     |     |     |     |     |     |     |
| Ida                                 | Ida                                 | Ida                                 | Ida                                 | Ida                                 | Ida                                 | Ida                                 | Ida                                 | Ida                                 | Ida                                 | Ida                                 | Ida                                 | Ida | Ida | Ida | Ida | Ida | Ida | Ida | Ida | Ida | Ida | Ida | Ida | Ida | Ida | Ida | Ida | Ida | Ida | Ida | Ida | Ida | Ida | Ida | Ida | Ida | Ida | Ida | Ida |
| ----------------------------------- | ----------------------------------- | ----------------------------------- | ----------------------------------- | ----------------------------------- | ----------------------------------- | ----------------------------------- | ----------------------------------- | ----------------------------------- | ----------------------------------- | ----------------------------------- | ----------------------------------- | --- | --- | --- | --- | --- | --- | --- | --- | --- | --- | --- | --- | --- | --- | --- | --- | --- | --- | --- | --- | --- | --- | --- | --- | --- | --- | --- | --- |
| U. Fuerza Minera                    | 2 - 0                               | Deportivo Ananea                    | Municipal Santa María (Putina)      | San Antonio de Putina               | 2 de agosto                         | 15:00                               |                                     |                                     |                                     |                                     |                                     |     |     |     |     |     |     |     |     |     |     |     |     |     |     |     |     |     |     |     |     |     |     |     |     |     |     |     |     |
| Vuelta                              |                                     |                                     |                                     |                                     |                                     |                                     |                                     |                                     |                                     |                                     |                                     |     |     |     |     |     |     |     |     |     |     |     |     |     |     |     |     |     |     |     |     |     |     |     |     |     |     |     |     |
| Deportivo Ananea                    | 0 - 5                               | U. Fuerza Minera                    | Municipal de Ananea                 | San Antonio de Putina               | 6 de agosto                         | 14:30                               |                                     |                                     |                                     |                                     |                                     |     |     |     |     |     |     |     |     |     |     |     |     |     |     |     |     |     |     |     |     |     |     |     |     |     |     |     |     |
| Clasifica: U. Fuerza Minera         |                                     |                                     |                                     |                                     |                                     |                                     |                                     |                                     |                                     |                                     |                                     |     |     |     |     |     |     |     |     |     |     |     |     |     |     |     |     |     |     |     |     |     |     |     |     |     |     |     |     |

| Defensor Huancané - Municipal Huayrapata | Defensor Huancané - Municipal Huayrapata | Defensor Huancané - Municipal Huayrapata | Defensor Huancané - Municipal Huayrapata | Defensor Huancané - Municipal Huayrapata | Defensor Huancané - Municipal Huayrapata | Defensor Huancané - Municipal Huayrapata | Defensor Huancané - Municipal Huayrapata | Defensor Huancané - Municipal Huayrapata | Defensor Huancané - Municipal Huayrapata | Defensor Huancané - Municipal Huayrapata | Defensor Huancané - Municipal Huayrapata |     |     |     |     |     |     |     |     |     |     |     |     |     |     |     |     |     |     |     |     |     |     |     |     |     |     |     |     |
| Local                                    | Resultado                                | Visitante                                | Estadio                                  | Provincia                                | Fecha                                    | Hora                                     |                                          |                                          |                                          |                                          |                                          |     |     |     |     |     |     |     |     |     |     |     |     |     |     |     |     |     |     |     |     |     |     |     |     |     |     |     |     |
| Ida                                      | Ida                                      | Ida                                      | Ida                                      | Ida                                      | Ida                                      | Ida                                      | Ida                                      | Ida                                      | Ida                                      | Ida                                      | Ida                                      | Ida | Ida | Ida | Ida | Ida | Ida | Ida | Ida | Ida | Ida | Ida | Ida | Ida | Ida | Ida | Ida | Ida | Ida | Ida | Ida | Ida | Ida | Ida | Ida | Ida | Ida | Ida | Ida |
| ---------------------------------------- | ---------------------------------------- | ---------------------------------------- | ---------------------------------------- | ---------------------------------------- | ---------------------------------------- | ---------------------------------------- | ---------------------------------------- | ---------------------------------------- | ---------------------------------------- | ---------------------------------------- | ---------------------------------------- | --- | --- | --- | --- | --- | --- | --- | --- | --- | --- | --- | --- | --- | --- | --- | --- | --- | --- | --- | --- | --- | --- | --- | --- | --- | --- | --- | --- |
| Defensor Huancané                        | 3 - 2                                    | Municipal Huayrapata                     | Municipal de Huancané                    | Huancané                                 | 2 de agosto                              | 15:00                                    |                                          |                                          |                                          |                                          |                                          |     |     |     |     |     |     |     |     |     |     |     |     |     |     |     |     |     |     |     |     |     |     |     |     |     |     |     |     |
| Vuelta                                   |                                          |                                          |                                          |                                          |                                          |                                          |                                          |                                          |                                          |                                          |                                          |     |     |     |     |     |     |     |     |     |     |     |     |     |     |     |     |     |     |     |     |     |     |     |     |     |     |     |     |
| Municipal Huayrapata                     | 4 - 1                                    | Defensor Huancané                        | Guillermo Briceño                        | San Román                                | 7 de agosto                              | 14:30                                    |                                          |                                          |                                          |                                          |                                          |     |     |     |     |     |     |     |     |     |     |     |     |     |     |     |     |     |     |     |     |     |     |     |     |     |     |     |     |
| Clasifica: Municipal Huayrapata          |                                          |                                          |                                          |                                          |                                          |                                          |                                          |                                          |                                          |                                          |                                          |     |     |     |     |     |     |     |     |     |     |     |     |     |     |     |     |     |     |     |     |     |     |     |     |     |     |     |     |

| Municipal Santa Rosa - FBC Municipal Orurillo | Municipal Santa Rosa - FBC Municipal Orurillo | Municipal Santa Rosa - FBC Municipal Orurillo | Municipal Santa Rosa - FBC Municipal Orurillo | Municipal Santa Rosa - FBC Municipal Orurillo | Municipal Santa Rosa - FBC Municipal Orurillo | Municipal Santa Rosa - FBC Municipal Orurillo | Municipal Santa Rosa - FBC Municipal Orurillo | Municipal Santa Rosa - FBC Municipal Orurillo | Municipal Santa Rosa - FBC Municipal Orurillo | Municipal Santa Rosa - FBC Municipal Orurillo | Municipal Santa Rosa - FBC Municipal Orurillo |     |     |     |     |     |     |     |     |     |     |     |     |     |     |     |     |     |     |     |     |     |     |     |     |     |     |     |     |
| Local                                         | Resultado                                     | Visitante                                     | Estadio                                       | Provincia                                     | Fecha                                         | Hora                                          |                                               |                                               |                                               |                                               |                                               |     |     |     |     |     |     |     |     |     |     |     |     |     |     |     |     |     |     |     |     |     |     |     |     |     |     |     |     |
| Ida                                           | Ida                                           | Ida                                           | Ida                                           | Ida                                           | Ida                                           | Ida                                           | Ida                                           | Ida                                           | Ida                                           | Ida                                           | Ida                                           | Ida | Ida | Ida | Ida | Ida | Ida | Ida | Ida | Ida | Ida | Ida | Ida | Ida | Ida | Ida | Ida | Ida | Ida | Ida | Ida | Ida | Ida | Ida | Ida | Ida | Ida | Ida | Ida |
| --------------------------------------------- | --------------------------------------------- | --------------------------------------------- | --------------------------------------------- | --------------------------------------------- | --------------------------------------------- | --------------------------------------------- | --------------------------------------------- | --------------------------------------------- | --------------------------------------------- | --------------------------------------------- | --------------------------------------------- | --- | --- | --- | --- | --- | --- | --- | --- | --- | --- | --- | --- | --- | --- | --- | --- | --- | --- | --- | --- | --- | --- | --- | --- | --- | --- | --- | --- |
| FBC Municipal Orurillo                        | 3 - 2                                         | Municipal Santa Rosa                          | Centenario de Ayaviri                         | Melgar                                        | 2 de agosto                                   | 15:00                                         |                                               |                                               |                                               |                                               |                                               |     |     |     |     |     |     |     |     |     |     |     |     |     |     |     |     |     |     |     |     |     |     |     |     |     |     |     |     |
| Vuelta                                        |                                               |                                               |                                               |                                               |                                               |                                               |                                               |                                               |                                               |                                               |                                               |     |     |     |     |     |     |     |     |     |     |     |     |     |     |     |     |     |     |     |     |     |     |     |     |     |     |     |     |
| Municipal Santa Rosa                          | 0 - 1                                         | FBC Municipal Orurillo                        | Centenario de Ayaviri                         | Melgar                                        | 5 de agosto                                   | 14:30                                         |                                               |                                               |                                               |                                               |                                               |     |     |     |     |     |     |     |     |     |     |     |     |     |     |     |     |     |     |     |     |     |     |     |     |     |     |     |     |
| Clasifica: FBC Municipal Orurillo             |                                               |                                               |                                               |                                               |                                               |                                               |                                               |                                               |                                               |                                               |                                               |     |     |     |     |     |     |     |     |     |     |     |     |     |     |     |     |     |     |     |     |     |     |     |     |     |     |     |     |

| José Macedo - Municipal de Macusani | José Macedo - Municipal de Macusani | José Macedo - Municipal de Macusani | José Macedo - Municipal de Macusani | José Macedo - Municipal de Macusani | José Macedo - Municipal de Macusani | José Macedo - Municipal de Macusani | José Macedo - Municipal de Macusani | José Macedo - Municipal de Macusani | José Macedo - Municipal de Macusani | José Macedo - Municipal de Macusani | José Macedo - Municipal de Macusani |     |     |     |     |     |     |     |     |     |     |     |     |     |     |     |     |     |     |     |     |     |     |     |     |     |     |     |     |
| Local                               | Resultado                           | Visitante                           | Estadio                             | Provincia                           | Fecha                               | Hora                                |                                     |                                     |                                     |                                     |                                     |     |     |     |     |     |     |     |     |     |     |     |     |     |     |     |     |     |     |     |     |     |     |     |     |     |     |     |     |
| Ida                                 | Ida                                 | Ida                                 | Ida                                 | Ida                                 | Ida                                 | Ida                                 | Ida                                 | Ida                                 | Ida                                 | Ida                                 | Ida                                 | Ida | Ida | Ida | Ida | Ida | Ida | Ida | Ida | Ida | Ida | Ida | Ida | Ida | Ida | Ida | Ida | Ida | Ida | Ida | Ida | Ida | Ida | Ida | Ida | Ida | Ida | Ida | Ida |
| ----------------------------------- | ----------------------------------- | ----------------------------------- | ----------------------------------- | ----------------------------------- | ----------------------------------- | ----------------------------------- | ----------------------------------- | ----------------------------------- | ----------------------------------- | ----------------------------------- | ----------------------------------- | --- | --- | --- | --- | --- | --- | --- | --- | --- | --- | --- | --- | --- | --- | --- | --- | --- | --- | --- | --- | --- | --- | --- | --- | --- | --- | --- | --- |
| Municipal de Macusani               | 0 - 0                               | José Macedo                         | Municipal de Macusani               | Carabaya                            | 5 de agosto                         | 15:00                               |                                     |                                     |                                     |                                     |                                     |     |     |     |     |     |     |     |     |     |     |     |     |     |     |     |     |     |     |     |     |     |     |     |     |     |     |     |     |
| Vuelta                              |                                     |                                     |                                     |                                     |                                     |                                     |                                     |                                     |                                     |                                     |                                     |     |     |     |     |     |     |     |     |     |     |     |     |     |     |     |     |     |     |     |     |     |     |     |     |     |     |     |     |
| José Macedo                         | 0 - 1                               | Municipal de Macusani               | Municipal de Macusani               | Carabaya                            | 7 de agosto                         | 14:30                               |                                     |                                     |                                     |                                     |                                     |     |     |     |     |     |     |     |     |     |     |     |     |     |     |     |     |     |     |     |     |     |     |     |     |     |     |     |     |
| Clasifica: Municipal de Macusani    |                                     |                                     |                                     |                                     |                                     |                                     |                                     |                                     |                                     |                                     |                                     |     |     |     |     |     |     |     |     |     |     |     |     |     |     |     |     |     |     |     |     |     |     |     |     |     |     |     |     |

| Alfonso Ugarte - Adevil                               | Alfonso Ugarte - Adevil | Alfonso Ugarte - Adevil | Alfonso Ugarte - Adevil | Alfonso Ugarte - Adevil | Alfonso Ugarte - Adevil | Alfonso Ugarte - Adevil | Alfonso Ugarte - Adevil | Alfonso Ugarte - Adevil | Alfonso Ugarte - Adevil | Alfonso Ugarte - Adevil | Alfonso Ugarte - Adevil |     |     |     |     |     |     |     |     |     |     |     |     |     |     |     |     |     |     |     |     |     |     |     |     |     |     |     |     |
| Local                                                 | Resultado               | Visitante               | Estadio                 | Provincia               | Fecha                   | Hora                    |                         |                         |                         |                         |                         |     |     |     |     |     |     |     |     |     |     |     |     |     |     |     |     |     |     |     |     |     |     |     |     |     |     |     |     |
| Ida                                                   | Ida                     | Ida                     | Ida                     | Ida                     | Ida                     | Ida                     | Ida                     | Ida                     | Ida                     | Ida                     | Ida                     | Ida | Ida | Ida | Ida | Ida | Ida | Ida | Ida | Ida | Ida | Ida | Ida | Ida | Ida | Ida | Ida | Ida | Ida | Ida | Ida | Ida | Ida | Ida | Ida | Ida | Ida | Ida | Ida |
| ----------------------------------------------------- | ----------------------- | ----------------------- | ----------------------- | ----------------------- | ----------------------- | ----------------------- | ----------------------- | ----------------------- | ----------------------- | ----------------------- | ----------------------- | --- | --- | --- | --- | --- | --- | --- | --- | --- | --- | --- | --- | --- | --- | --- | --- | --- | --- | --- | --- | --- | --- | --- | --- | --- | --- | --- | --- |
| Adevil                                                | 1 - 1 (*)               | Alfonso Ugarte          | Guillermo Briceño       | San Román               | 2 de agosto             | 15:00                   |                         |                         |                         |                         |                         |     |     |     |     |     |     |     |     |     |     |     |     |     |     |     |     |     |     |     |     |     |     |     |     |     |     |     |     |
| Vuelta                                                |                         |                         |                         |                         |                         |                         |                         |                         |                         |                         |                         |     |     |     |     |     |     |     |     |     |     |     |     |     |     |     |     |     |     |     |     |     |     |     |     |     |     |     |     |
| Alfonso Ugarte                                        | 1 - 1                   | Adevil                  | Torres Belón            | Puno                    | 7 de agosto             | 14:30                   |                         |                         |                         |                         |                         |     |     |     |     |     |     |     |     |     |     |     |     |     |     |     |     |     |     |     |     |     |     |     |     |     |     |     |     |
| Clasifica a Semifinales Departamental: Alfonso Ugarte |                         |                         |                         |                         |                         |                         |                         |                         |                         |                         |                         |     |     |     |     |     |     |     |     |     |     |     |     |     |     |     |     |     |     |     |     |     |     |     |     |     |     |     |     |

(*) En el partido Adevil 1 - Alfonso Ugarte 1 se da por ganador a Alfonso Ugarte por el marcador de 0 - 3 ya que Adevil cometió una infracción al reglamento al alinear en cancha a más de cinco (05) jugadores foráneos.

## Tercera Fase
Llaves de eliminación directa sobre la base de partidos de ida y vuelta.

### Clasificados
Los vencedores de las llaves de Séptimos de Final excepto el clasificado de la Llave GI - GII, que clasifica directamente a Semifinales Departamental.
| Provincia             | Club                    |
| --------------------- | ----------------------- |
| Puno                  | Deportivo Universitario |
| Puno                  | Policial Santa Rosa     |
| San Antonio de Putina | U. Fuerza Minera        |
| Moho                  | Municipal Huayrapata    |
| Melgar                | FBC Municipal Orurillo  |
| Carabaya              | Municipal de Macusani   |

| Deportivo Universitario - Policial Santa Rosa                  | Deportivo Universitario - Policial Santa Rosa | Deportivo Universitario - Policial Santa Rosa | Deportivo Universitario - Policial Santa Rosa | Deportivo Universitario - Policial Santa Rosa | Deportivo Universitario - Policial Santa Rosa | Deportivo Universitario - Policial Santa Rosa | Deportivo Universitario - Policial Santa Rosa | Deportivo Universitario - Policial Santa Rosa | Deportivo Universitario - Policial Santa Rosa | Deportivo Universitario - Policial Santa Rosa | Deportivo Universitario - Policial Santa Rosa |     |     |     |     |     |     |     |     |     |     |     |     |     |     |     |     |     |     |     |     |     |     |     |     |     |     |     |     |
| Local                                                          | Resultado                                     | Visitante                                     | Estadio                                       | Provincia                                     | Fecha                                         | Hora                                          |                                               |                                               |                                               |                                               |                                               |     |     |     |     |     |     |     |     |     |     |     |     |     |     |     |     |     |     |     |     |     |     |     |     |     |     |     |     |
| Ida                                                            | Ida                                           | Ida                                           | Ida                                           | Ida                                           | Ida                                           | Ida                                           | Ida                                           | Ida                                           | Ida                                           | Ida                                           | Ida                                           | Ida | Ida | Ida | Ida | Ida | Ida | Ida | Ida | Ida | Ida | Ida | Ida | Ida | Ida | Ida | Ida | Ida | Ida | Ida | Ida | Ida | Ida | Ida | Ida | Ida | Ida | Ida | Ida |
| -------------------------------------------------------------- | --------------------------------------------- | --------------------------------------------- | --------------------------------------------- | --------------------------------------------- | --------------------------------------------- | --------------------------------------------- | --------------------------------------------- | --------------------------------------------- | --------------------------------------------- | --------------------------------------------- | --------------------------------------------- | --- | --- | --- | --- | --- | --- | --- | --- | --- | --- | --- | --- | --- | --- | --- | --- | --- | --- | --- | --- | --- | --- | --- | --- | --- | --- | --- | --- |
| Policial Santa Rosa                                            | 0 - 2                                         | Deportivo Universitario                       | Torres Belón                                  | Puno                                          | 9 de agosto                                   | 15:00                                         |                                               |                                               |                                               |                                               |                                               |     |     |     |     |     |     |     |     |     |     |     |     |     |     |     |     |     |     |     |     |     |     |     |     |     |     |     |     |
| Vuelta                                                         |                                               |                                               |                                               |                                               |                                               |                                               |                                               |                                               |                                               |                                               |                                               |     |     |     |     |     |     |     |     |     |     |     |     |     |     |     |     |     |     |     |     |     |     |     |     |     |     |     |     |
| Deportivo Universitario                                        | 1 - 0                                         | Policial Santa Rosa                           | Torres Belón                                  | Puno                                          | 12 de agosto                                  | 15:00                                         |                                               |                                               |                                               |                                               |                                               |     |     |     |     |     |     |     |     |     |     |     |     |     |     |     |     |     |     |     |     |     |     |     |     |     |     |     |     |
| Clasifica a Semifinales Departamental: Deportivo Universitario |                                               |                                               |                                               |                                               |                                               |                                               |                                               |                                               |                                               |                                               |                                               |     |     |     |     |     |     |     |     |     |     |     |     |     |     |     |     |     |     |     |     |     |     |     |     |     |     |     |     |

| U. Fuerza Minera - Municipal Huayrapata                 | U. Fuerza Minera - Municipal Huayrapata | U. Fuerza Minera - Municipal Huayrapata | U. Fuerza Minera - Municipal Huayrapata | U. Fuerza Minera - Municipal Huayrapata | U. Fuerza Minera - Municipal Huayrapata | U. Fuerza Minera - Municipal Huayrapata | U. Fuerza Minera - Municipal Huayrapata | U. Fuerza Minera - Municipal Huayrapata | U. Fuerza Minera - Municipal Huayrapata | U. Fuerza Minera - Municipal Huayrapata | U. Fuerza Minera - Municipal Huayrapata |     |     |     |     |     |     |     |     |     |     |     |     |     |     |     |     |     |     |     |     |     |     |     |     |     |     |     |     |
| Local                                                   | Resultado                               | Visitante                               | Estadio                                 | Provincia                               | Fecha                                   | Hora                                    |                                         |                                         |                                         |                                         |                                         |     |     |     |     |     |     |     |     |     |     |     |     |     |     |     |     |     |     |     |     |     |     |     |     |     |     |     |     |
| Ida                                                     | Ida                                     | Ida                                     | Ida                                     | Ida                                     | Ida                                     | Ida                                     | Ida                                     | Ida                                     | Ida                                     | Ida                                     | Ida                                     | Ida | Ida | Ida | Ida | Ida | Ida | Ida | Ida | Ida | Ida | Ida | Ida | Ida | Ida | Ida | Ida | Ida | Ida | Ida | Ida | Ida | Ida | Ida | Ida | Ida | Ida | Ida | Ida |
| ------------------------------------------------------- | --------------------------------------- | --------------------------------------- | --------------------------------------- | --------------------------------------- | --------------------------------------- | --------------------------------------- | --------------------------------------- | --------------------------------------- | --------------------------------------- | --------------------------------------- | --------------------------------------- | --- | --- | --- | --- | --- | --- | --- | --- | --- | --- | --- | --- | --- | --- | --- | --- | --- | --- | --- | --- | --- | --- | --- | --- | --- | --- | --- | --- |
| U. Fuerza Minera                                        | 5 - 0                                   | Municipal Huayrapata                    | Municipal Santa María (Putina)          | San Antonio de Putina                   | 9 de agosto                             | 15:00                                   |                                         |                                         |                                         |                                         |                                         |     |     |     |     |     |     |     |     |     |     |     |     |     |     |     |     |     |     |     |     |     |     |     |     |     |     |     |     |
| Vuelta                                                  |                                         |                                         |                                         |                                         |                                         |                                         |                                         |                                         |                                         |                                         |                                         |     |     |     |     |     |     |     |     |     |     |     |     |     |     |     |     |     |     |     |     |     |     |     |     |     |     |     |     |
| Municipal Huayrapata                                    | 0 - 2                                   | U. Fuerza Minera                        | Guillermo Briceño                       | San Román                               | 13 de agosto                            | 15:00                                   |                                         |                                         |                                         |                                         |                                         |     |     |     |     |     |     |     |     |     |     |     |     |     |     |     |     |     |     |     |     |     |     |     |     |     |     |     |     |
| Clasifica a Semifinales Departamental: U. Fuerza Minera |                                         |                                         |                                         |                                         |                                         |                                         |                                         |                                         |                                         |                                         |                                         |     |     |     |     |     |     |     |     |     |     |     |     |     |     |     |     |     |     |     |     |     |     |     |     |     |     |     |     |

| FBC Municipal Orurillo - Municipal de Macusani               | FBC Municipal Orurillo - Municipal de Macusani | FBC Municipal Orurillo - Municipal de Macusani | FBC Municipal Orurillo - Municipal de Macusani | FBC Municipal Orurillo - Municipal de Macusani | FBC Municipal Orurillo - Municipal de Macusani | FBC Municipal Orurillo - Municipal de Macusani | FBC Municipal Orurillo - Municipal de Macusani | FBC Municipal Orurillo - Municipal de Macusani | FBC Municipal Orurillo - Municipal de Macusani | FBC Municipal Orurillo - Municipal de Macusani | FBC Municipal Orurillo - Municipal de Macusani |     |     |     |     |     |     |     |     |     |     |     |     |     |     |     |     |     |     |     |     |     |     |     |     |     |     |     |     |
| Local                                                        | Resultado                                      | Visitante                                      | Estadio                                        | Provincia                                      | Fecha                                          | Hora                                           |                                                |                                                |                                                |                                                |                                                |     |     |     |     |     |     |     |     |     |     |     |     |     |     |     |     |     |     |     |     |     |     |     |     |     |     |     |     |
| Ida                                                          | Ida                                            | Ida                                            | Ida                                            | Ida                                            | Ida                                            | Ida                                            | Ida                                            | Ida                                            | Ida                                            | Ida                                            | Ida                                            | Ida | Ida | Ida | Ida | Ida | Ida | Ida | Ida | Ida | Ida | Ida | Ida | Ida | Ida | Ida | Ida | Ida | Ida | Ida | Ida | Ida | Ida | Ida | Ida | Ida | Ida | Ida | Ida |
| ------------------------------------------------------------ | ---------------------------------------------- | ---------------------------------------------- | ---------------------------------------------- | ---------------------------------------------- | ---------------------------------------------- | ---------------------------------------------- | ---------------------------------------------- | ---------------------------------------------- | ---------------------------------------------- | ---------------------------------------------- | ---------------------------------------------- | --- | --- | --- | --- | --- | --- | --- | --- | --- | --- | --- | --- | --- | --- | --- | --- | --- | --- | --- | --- | --- | --- | --- | --- | --- | --- | --- | --- |
| Municipal de Macusani                                        | 5 - 1                                          | FBC Municipal Orurillo                         | Municipal de Macusani                          | Carabaya                                       | 9 de agosto                                    | 15:00                                          |                                                |                                                |                                                |                                                |                                                |     |     |     |     |     |     |     |     |     |     |     |     |     |     |     |     |     |     |     |     |     |     |     |     |     |     |     |     |
| Vuelta                                                       |                                                |                                                |                                                |                                                |                                                |                                                |                                                |                                                |                                                |                                                |                                                |     |     |     |     |     |     |     |     |     |     |     |     |     |     |     |     |     |     |     |     |     |     |     |     |     |     |     |     |
| FBC Municipal Orurillo                                       | 1 - 0                                          | Municipal de Macusani                          | Centenario de Ayaviri                          | Melgar                                         | 12 de agosto                                   | 15:00                                          |                                                |                                                |                                                |                                                |                                                |     |     |     |     |     |     |     |     |     |     |     |     |     |     |     |     |     |     |     |     |     |     |     |     |     |     |     |     |
| Clasifica a Semifinales Departamental: Municipal de Macusani |                                                |                                                |                                                |                                                |                                                |                                                |                                                |                                                |                                                |                                                |                                                |     |     |     |     |     |     |     |     |     |     |     |     |     |     |     |     |     |     |     |     |     |     |     |     |     |     |     |     |

## Cuarta Fase (Semifinales)
Llaves de eliminación directa sobre la base de partidos de ida y vuelta, se valida la regla del gol de visitante.

### Clasificados
Los vencedores de las llaves de Tercera Fase y Alfonso Ugarte.
| Provincia             | Club                    | Estadio                        | Director Técnico     |
| --------------------- | ----------------------- | ------------------------------ | -------------------- |
| Puno                  | Deportivo Universitario | Guillermo Briceño Rosamedina   | Pedro Huayanca       |
| Puno                  | Alfonso Ugarte          | Enrique Torres Belón           | José Luis Bustamante |
| San Antonio de Putina | U. Fuerza Minera        | Municipal Santa María (Putina) | José Ramírez Cubas   |
| Carabaya              | Municipal de Macusani   | Municipal de Macusani          | Juan Carlos Nieto    |

| Deportivo Universitario - Alfonso Ugarte                                      | Deportivo Universitario - Alfonso Ugarte | Deportivo Universitario - Alfonso Ugarte | Deportivo Universitario - Alfonso Ugarte | Deportivo Universitario - Alfonso Ugarte | Deportivo Universitario - Alfonso Ugarte | Deportivo Universitario - Alfonso Ugarte | Deportivo Universitario - Alfonso Ugarte | Deportivo Universitario - Alfonso Ugarte | Deportivo Universitario - Alfonso Ugarte | Deportivo Universitario - Alfonso Ugarte | Deportivo Universitario - Alfonso Ugarte |     |     |     |     |     |     |     |     |     |     |     |     |     |     |     |     |     |     |     |     |     |     |     |     |     |     |     |     |
| Local                                                                         | Resultado                                | Visitante                                | Estadio                                  | Provincia                                | Fecha                                    | Hora                                     |                                          |                                          |                                          |                                          |                                          |     |     |     |     |     |     |     |     |     |     |     |     |     |     |     |     |     |     |     |     |     |     |     |     |     |     |     |     |
| Ida                                                                           | Ida                                      | Ida                                      | Ida                                      | Ida                                      | Ida                                      | Ida                                      | Ida                                      | Ida                                      | Ida                                      | Ida                                      | Ida                                      | Ida | Ida | Ida | Ida | Ida | Ida | Ida | Ida | Ida | Ida | Ida | Ida | Ida | Ida | Ida | Ida | Ida | Ida | Ida | Ida | Ida | Ida | Ida | Ida | Ida | Ida | Ida | Ida |
| ----------------------------------------------------------------------------- | ---------------------------------------- | ---------------------------------------- | ---------------------------------------- | ---------------------------------------- | ---------------------------------------- | ---------------------------------------- | ---------------------------------------- | ---------------------------------------- | ---------------------------------------- | ---------------------------------------- | ---------------------------------------- | --- | --- | --- | --- | --- | --- | --- | --- | --- | --- | --- | --- | --- | --- | --- | --- | --- | --- | --- | --- | --- | --- | --- | --- | --- | --- | --- | --- |
| Deportivo Universitario                                                       | 1 - 1                                    | Alfonso Ugarte                           | Guillermo Briceño                        | San Román                                | 16 de agosto                             | 15:00                                    |                                          |                                          |                                          |                                          |                                          |     |     |     |     |     |     |     |     |     |     |     |     |     |     |     |     |     |     |     |     |     |     |     |     |     |     |     |     |
| Vuelta                                                                        |                                          |                                          |                                          |                                          |                                          |                                          |                                          |                                          |                                          |                                          |                                          |     |     |     |     |     |     |     |     |     |     |     |     |     |     |     |     |     |     |     |     |     |     |     |     |     |     |     |     |
| Alfonso Ugarte                                                                | 1 - 0                                    | Deportivo Universitario                  | Torres Belón                             | Puno                                     | 23 de agosto                             | 15:00                                    |                                          |                                          |                                          |                                          |                                          |     |     |     |     |     |     |     |     |     |     |     |     |     |     |     |     |     |     |     |     |     |     |     |     |     |     |     |     |
| Clasifica a Final Departamental y Etapa Nacional-Primera Fase: Alfonso Ugarte |                                          |                                          |                                          |                                          |                                          |                                          |                                          |                                          |                                          |                                          |                                          |     |     |     |     |     |     |     |     |     |     |     |     |     |     |     |     |     |     |     |     |     |     |     |     |     |     |     |     |

| U. Fuerza Minera - Municipal de Macusani                                        | U. Fuerza Minera - Municipal de Macusani | U. Fuerza Minera - Municipal de Macusani | U. Fuerza Minera - Municipal de Macusani | U. Fuerza Minera - Municipal de Macusani | U. Fuerza Minera - Municipal de Macusani | U. Fuerza Minera - Municipal de Macusani | U. Fuerza Minera - Municipal de Macusani | U. Fuerza Minera - Municipal de Macusani | U. Fuerza Minera - Municipal de Macusani | U. Fuerza Minera - Municipal de Macusani | U. Fuerza Minera - Municipal de Macusani |     |     |     |     |     |     |     |     |     |     |     |     |     |     |     |     |     |     |     |     |     |     |     |     |     |     |     |     |
| Local                                                                           | Resultado                                | Visitante                                | Estadio                                  | Provincia                                | Fecha                                    | Hora                                     |                                          |                                          |                                          |                                          |                                          |     |     |     |     |     |     |     |     |     |     |     |     |     |     |     |     |     |     |     |     |     |     |     |     |     |     |     |     |
| Ida                                                                             | Ida                                      | Ida                                      | Ida                                      | Ida                                      | Ida                                      | Ida                                      | Ida                                      | Ida                                      | Ida                                      | Ida                                      | Ida                                      | Ida | Ida | Ida | Ida | Ida | Ida | Ida | Ida | Ida | Ida | Ida | Ida | Ida | Ida | Ida | Ida | Ida | Ida | Ida | Ida | Ida | Ida | Ida | Ida | Ida | Ida | Ida | Ida |
| ------------------------------------------------------------------------------- | ---------------------------------------- | ---------------------------------------- | ---------------------------------------- | ---------------------------------------- | ---------------------------------------- | ---------------------------------------- | ---------------------------------------- | ---------------------------------------- | ---------------------------------------- | ---------------------------------------- | ---------------------------------------- | --- | --- | --- | --- | --- | --- | --- | --- | --- | --- | --- | --- | --- | --- | --- | --- | --- | --- | --- | --- | --- | --- | --- | --- | --- | --- | --- | --- |
| Municipal de Macusani                                                           | 1 - 0                                    | U. Fuerza Minera                         | Municipal de Macusani                    | Carabaya                                 | 16 de agosto                             | 15:00                                    |                                          |                                          |                                          |                                          |                                          |     |     |     |     |     |     |     |     |     |     |     |     |     |     |     |     |     |     |     |     |     |     |     |     |     |     |     |     |
| Vuelta                                                                          |                                          |                                          |                                          |                                          |                                          |                                          |                                          |                                          |                                          |                                          |                                          |     |     |     |     |     |     |     |     |     |     |     |     |     |     |     |     |     |     |     |     |     |     |     |     |     |     |     |     |
| U. Fuerza Minera                                                                | 3 - 0                                    | Municipal de Macusani                    | Municipal Santa María (Putina)           | San Antonio de Putina                    | 23 de agosto                             | 15:00                                    |                                          |                                          |                                          |                                          |                                          |     |     |     |     |     |     |     |     |     |     |     |     |     |     |     |     |     |     |     |     |     |     |     |     |     |     |     |     |
| Clasifica a Final Departamental y Etapa Nacional-Primera Fase: U. Fuerza Minera |                                          |                                          |                                          |                                          |                                          |                                          |                                          |                                          |                                          |                                          |                                          |     |     |     |     |     |     |     |     |     |     |     |     |     |     |     |     |     |     |     |     |     |     |     |     |     |     |     |     |

## Final Departamental
Los vencedores de las llaves de semifinales definen al Campeón y subcampeón Departamental, ambos clasificados a Etapa Nacional-Primera Fase.

### Clasificados a Etapa Nacional-Primera Fase
Los vencedores de las llaves de semifinales.
| Provincia             | Club             | Estadio                        | Director Técnico     |
| --------------------- | ---------------- | ------------------------------ | -------------------- |
| Puno                  | Alfonso Ugarte   | Enrique Torres Belón           | José Luis Bustamante |
| San Antonio de Putina | U. Fuerza Minera | Municipal Santa María (Putina) | José Ramírez Cubas   |

| U. Fuerza Minera - Alfonso Ugarte       | U. Fuerza Minera - Alfonso Ugarte | U. Fuerza Minera - Alfonso Ugarte | U. Fuerza Minera - Alfonso Ugarte | U. Fuerza Minera - Alfonso Ugarte | U. Fuerza Minera - Alfonso Ugarte | U. Fuerza Minera - Alfonso Ugarte | U. Fuerza Minera - Alfonso Ugarte | U. Fuerza Minera - Alfonso Ugarte | U. Fuerza Minera - Alfonso Ugarte | U. Fuerza Minera - Alfonso Ugarte | U. Fuerza Minera - Alfonso Ugarte |     |     |     |     |     |     |     |     |     |     |     |     |     |     |     |     |     |     |     |     |     |     |     |     |     |     |     |     |
| Local                                   | Resultado                         | Visitante                         | Estadio                           | Provincia                         | Fecha                             | Hora                              |                                   |                                   |                                   |                                   |                                   |     |     |     |     |     |     |     |     |     |     |     |     |     |     |     |     |     |     |     |     |     |     |     |     |     |     |     |     |
| Ida                                     | Ida                               | Ida                               | Ida                               | Ida                               | Ida                               | Ida                               | Ida                               | Ida                               | Ida                               | Ida                               | Ida                               | Ida | Ida | Ida | Ida | Ida | Ida | Ida | Ida | Ida | Ida | Ida | Ida | Ida | Ida | Ida | Ida | Ida | Ida | Ida | Ida | Ida | Ida | Ida | Ida | Ida | Ida | Ida | Ida |
| --------------------------------------- | --------------------------------- | --------------------------------- | --------------------------------- | --------------------------------- | --------------------------------- | --------------------------------- | --------------------------------- | --------------------------------- | --------------------------------- | --------------------------------- | --------------------------------- | --- | --- | --- | --- | --- | --- | --- | --- | --- | --- | --- | --- | --- | --- | --- | --- | --- | --- | --- | --- | --- | --- | --- | --- | --- | --- | --- | --- |
| U. Fuerza Minera                        | 4 - 0                             | Alfonso Ugarte                    | Municipal Santa María (Putina)    | San Antonio de Putina             | 30 de agosto                      | 15:00                             |                                   |                                   |                                   |                                   |                                   |     |     |     |     |     |     |     |     |     |     |     |     |     |     |     |     |     |     |     |     |     |     |     |     |     |     |     |     |
| Vuelta                                  |                                   |                                   |                                   |                                   |                                   |                                   |                                   |                                   |                                   |                                   |                                   |     |     |     |     |     |     |     |     |     |     |     |     |     |     |     |     |     |     |     |     |     |     |     |     |     |     |     |     |
| Alfonso Ugarte                          | 0 - 0                             | U. Fuerza Minera                  | Torres Belón                      | Puno                              | 2 de septiembre                   | 15:00                             |                                   |                                   |                                   |                                   |                                   |     |     |     |     |     |     |     |     |     |     |     |     |     |     |     |     |     |     |     |     |     |     |     |     |     |     |     |     |
| Campeón Departamental: U. Fuerza Minera |                                   |                                   |                                   |                                   |                                   |                                   |                                   |                                   |                                   |                                   |                                   |     |     |     |     |     |     |     |     |     |     |     |     |     |     |     |     |     |     |     |     |     |     |     |     |     |     |     |     |

|                               |
| Campeón                       |
| Unión Fuerza Minera 1º título |